# Antonio Calpe
Pour les articles homonymes, voir Calpe.
Antonio Calpe Hernández est un footballeur espagnol né le 4 février 1940 à Valence (Espagne) et mort le 7 avril 2021. Il évoluait au poste de défenseur.

## Biographie

### En club
Antonio Calpe est formé au CD Alcoyano.
En 1962, il rejoint le Levante UD qui évolue alors en deuxième division espagnole.
Le club est promu à l'issue de la saison 1962-1963 en première division et Calpe devient un joueur important de l'équipe.
Il rejoint le Real Madrid en 1965.
Dès sa première saison, il dispute la Coupe des clubs champions en 1965-66, il joue un match de quart de finale aller contre le RSC Anderlecht. Le Real Madrid remporte la compétition et Calpe devient champion d'Europe,.
Il dispute la Coupe intercontinentale 1966 contre le CA Peñarol : le Real Madrid perd les deux rencontres 0-2 en Espagne et en Uruguay.
Il est sacré triple Champion d'Espagne en 1966-67, 1967-68 et 1968-69. 
En 1971, il retrouve le Levante UD.
Antonio Calpe dispute 154 matchs pour 1 but inscrit en première division espagnole, 12 matchs en Coupe des clubs champions et un match de Coupe intercontinentale.

## Palmarès
| Real Madrid - Coupe des clubs champions (1) : - Vainqueur : 1965-66. - Championnat d'Espagne (3) : - Champion : 1966-67, 1967-68 et 1968-69. |  | - Coupe d'Espagne (1) : - Vainqueur : 1969-70. |